# Liste der Reichstagswahlkreise des Deutschen Kaiserreichs

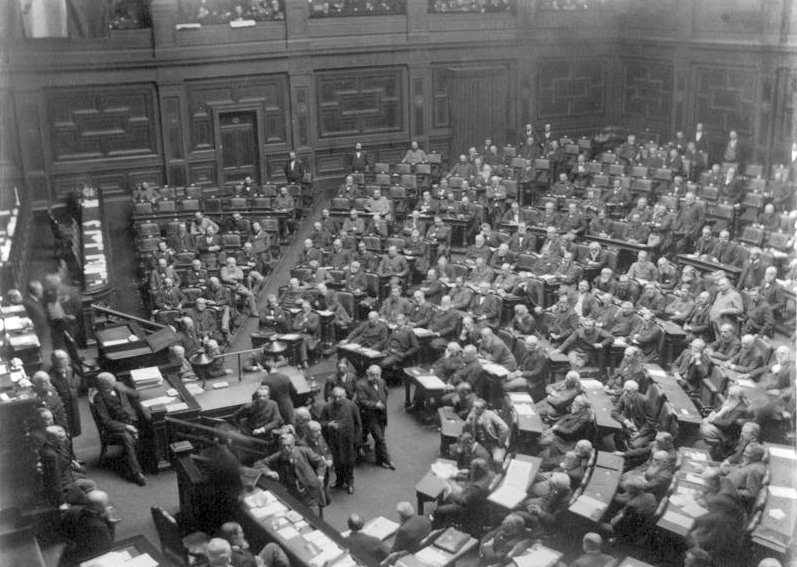
Plenarsitzungssaal des Reichstags (1889)

Die Liste der Reichstagswahlkreise des Deutschen Kaiserreichs verzeichnet die Wahlkreise für die Reichstagswahlen im Deutschen Kaiserreich (1871–1918).

## Wahlkreise
Für die Wahlen zum Reichstag war das Gebiet des Deutschen Kaiserreichs in 397 Wahlkreise eingeteilt. In jedem Wahlkreis wurde nach absolutem Mehrheitswahlrecht ein Abgeordneter gewählt. Die Einteilung der Wahlkreise blieb bis 1918 unverändert und wurde zu keinem Zeitpunkt an das starke Bevölkerungswachstum in den städtischen Ballungszentren angepasst.
Im Bereich des ehemaligen Norddeutschen Bundes wurden die bereits bestehenden 297 Wahlkreise der Wahlen zum Reichstag des Norddeutschen Bundes übernommen. Weitere insgesamt 85 Wahlkreise wurden in Bayern, Württemberg, Baden sowie den hessischen Landesteilen Starkenburg und Rheinhessen gebildet. Bei der ersten Reichstagswahl des neugegründeten Deutschen Reichs im Jahre 1871 gab es somit 382 Wahlkreise.
Das Reichsland Elsaß-Lothringen mit weiteren fünfzehn Wahlkreisen nahm erst seit 1874 an Reichstagswahlen teil.
Die Wahlkreise waren amtlich nicht fortlaufend, sondern getrennt nach Bundesstaaten oder Regierungsbezirken nummeriert. In der preußischen Provinz Hannover blieben die Wahlkreise durchgängig nummeriert, da diese Provinz vor 1885 keine Regierungsbezirke besaß.

### Königreich Preußen

#### Provinz Ostpreußen
| Provinz Ostpreußen – Regierungsbezirk Königsberg | Provinz Ostpreußen – Regierungsbezirk Königsberg |
| ------------------------------------------------ | ------------------------------------------------ |
| 1                                                | Memel, Heydekrug                                 |
| 2                                                | Labiau, Wehlau                                   |
| 3                                                | Königsberg-Stadt                                 |
| 4                                                | Fischhausen, Königsberg-Land                     |
| 5                                                | Heiligenbeil, Preußisch-Eylau                    |
| 6                                                | Braunsberg, Heilsberg                            |
| 7                                                | Preußisch-Holland, Mohrungen                     |
| 8                                                | Osterode i. Ostpr., Neidenburg                   |
| 9                                                | Allenstein, Rößel                                |
| 10                                               | Rastenburg, Friedland, Gerdauen                  |
| Provinz Ostpreußen – Regierungsbezirk Gumbinnen  |                                                  |
| 1                                                | Tilsit, Niederung                                |
| 2                                                | Ragnit, Pillkallen                               |
| 3                                                | Gumbinnen, Insterburg                            |
| 4                                                | Stallupönen, Goldap, Darkehmen                   |
| 5                                                | Angerburg, Lötzen                                |
| 6                                                | Oletzko, Lyck, Johannisburg                      |
| 7                                                | Sensburg, Ortelsburg                             |

#### Provinz Westpreußen
| Provinz Westpreußen – Regierungsbezirk Danzig       | Provinz Westpreußen – Regierungsbezirk Danzig |
| --------------------------------------------------- | --------------------------------------------- |
| 1                                                   | Marienburg, Elbing                            |
| 2                                                   | Danzig Land                                   |
| 3                                                   | Danzig Stadt                                  |
| 4                                                   | Neustadt (Westpr.), Putzig, Karthaus          |
| 5                                                   | Berent, Preußisch Stargard, Dirschau          |
| Provinz Westpreußen – Regierungsbezirk Marienwerder |                                               |
| 1                                                   | Marienwerder, Stuhm                           |
| 2                                                   | Rosenberg (Westpr.), Löbau                    |
| 3                                                   | Graudenz, Strasburg (Westpr.)                 |
| 4                                                   | Thorn, Kulm, Briesen                          |
| 5                                                   | Schwetz                                       |
| 6                                                   | Konitz, Tuchel                                |
| 7                                                   | Schlochau, Flatow                             |
| 8                                                   | Deutsch-Krone                                 |

#### Berlin
| Berlin | Berlin                                                                              |
| ------ | ----------------------------------------------------------------------------------- |
| 1      | Alt-Berlin, Cölln, Friedrichswerder, Dorotheenstadt, Friedrichstadt-Nord            |
| 2      | Schöneberger Vorstadt, Friedrichsvorstadt, Tempelhofer Vorstadt, Friedrichstadt-Süd |
| 3      | Luisenstadt diesseits des Kanals, Neu-Cölln                                         |
| 4      | Luisenstadt jenseits des Kanals, Stralauer Vorstadt, Königsstadt-Ost                |
| 5      | Spandauer Vorstadt, Friedrich-Wilhelm-Stadt, Königsstadt-West                       |
| 6      | Wedding, Gesundbrunnen, Moabit, Oranienburger Vorstadt, Rosenthaler Vorstadt        |

#### Provinz Brandenburg
| Provinz Brandenburg – Regierungsbezirk Potsdam   | Provinz Brandenburg – Regierungsbezirk Potsdam                             |
| ------------------------------------------------ | -------------------------------------------------------------------------- |
| 1                                                | Westprignitz                                                               |
| 2                                                | Ostprignitz                                                                |
| 3                                                | Ruppin, Templin                                                            |
| 4                                                | Prenzlau, Angermünde                                                       |
| 5                                                | Oberbarnim                                                                 |
| 6                                                | Niederbarnim, Lichtenberg                                                  |
| 7                                                | Potsdam, Osthavelland, Spandau                                             |
| 8                                                | Brandenburg an der Havel, Westhavelland                                    |
| 9                                                | Zauch-Belzig, Jüterbog-Luckenwalde                                         |
| 10                                               | Teltow, Beeskow-Storkow, Charlottenburg, Schöneberg, Neukölln, Wilmersdorf |
| Provinz Brandenburg – Regierungsbezirk Frankfurt |                                                                            |
| 1                                                | Arnswalde, Friedeberg                                                      |
| 2                                                | Landsberg (Warthe), Soldin                                                 |
| 3                                                | Königsberg (Neumark)                                                       |
| 4                                                | Frankfurt (Oder), Lebus                                                    |
| 5                                                | Oststernberg, Weststernberg                                                |
| 6                                                | Züllichau-Schwiebus, Crossen                                               |
| 7                                                | Guben, Lübben                                                              |
| 8                                                | Sorau, Forst                                                               |
| 9                                                | Cottbus, Spremberg                                                         |
| 10                                               | Calau, Luckau                                                              |

#### Provinz Pommern
| Provinz Pommern – Regierungsbezirk Stettin   | Provinz Pommern – Regierungsbezirk Stettin |
| -------------------------------------------- | ------------------------------------------ |
| 1                                            | Demmin, Anklam                             |
| 2                                            | Ueckermünde, Usedom-Wollin                 |
| 3                                            | Randow, Greifenhagen                       |
| 4                                            | Stettin                                    |
| 5                                            | Pyritz, Saatzig                            |
| 6                                            | Naugard, Regenwalde                        |
| 7                                            | Greifenberg, Kammin                        |
| Provinz Pommern – Regierungsbezirk Köslin    |                                            |
| 1                                            | Stolp, Lauenburg in Pommern                |
| 2                                            | Bütow, Rummelsburg, Schlawe                |
| 3                                            | Köslin, Kolberg-Körlin, Bublitz            |
| 4                                            | Belgard, Schivelbein, Dramburg             |
| 5                                            | Neustettin                                 |
| Provinz Pommern – Regierungsbezirk Stralsund |                                            |
| 1                                            | Rügen, Stralsund, Franzburg                |
| 2                                            | Greifswald, Grimmen                        |

#### Provinz Posen
| Provinz Posen – Regierungsbezirk Posen    | Provinz Posen – Regierungsbezirk Posen        |
| ----------------------------------------- | --------------------------------------------- |
| 1                                         | Posen                                         |
| 2                                         | Samter, Birnbaum, Obornik, Schwerin (Warthe)  |
| 3                                         | Meseritz, Bomst                               |
| 4                                         | Buk, Schmiegel, Kosten                        |
| 5                                         | Kröben                                        |
| 6                                         | Fraustadt, Lissa                              |
| 7                                         | Schrimm, Schroda                              |
| 8                                         | Wreschen, Pleschen, Jarotschin                |
| 9                                         | Krotoschin, Koschmin                          |
| 10                                        | Adelnau, Schildberg, Ostrowo, Kempen in Posen |
| Provinz Posen – Regierungsbezirk Bromberg |                                               |
| 1                                         | Czarnikau, Filehne, Kolmar in Posen           |
| 2                                         | Wirsitz, Schubin, Znin                        |
| 3                                         | Bromberg                                      |
| 4                                         | Inowrazlaw, Mogilno, Strelno                  |
| 5                                         | Gnesen, Wongrowitz, Witkowo                   |

#### Provinz Schlesien
| Provinz Schlesien – Regierungsbezirk Breslau  | Provinz Schlesien – Regierungsbezirk Breslau |
| --------------------------------------------- | -------------------------------------------- |
| 1                                             | Guhrau, Steinau, Wohlau                      |
| 2                                             | Militsch, Trebnitz                           |
| 3                                             | Groß Wartenberg, Oels                        |
| 4                                             | Namslau, Brieg                               |
| 5                                             | Ohlau, Strehlen, Nimptsch                    |
| 6                                             | Breslau-Ost                                  |
| 7                                             | Breslau-West                                 |
| 8                                             | Neumarkt, Breslau-Land                       |
| 9                                             | Striegau, Schweidnitz                        |
| 10                                            | Waldenburg                                   |
| 11                                            | Reichenbach, Neurode                         |
| 12                                            | Glatz, Habelschwerdt                         |
| 13                                            | Frankenstein, Münsterberg                    |
| Provinz Schlesien – Regierungsbezirk Oppeln   |                                              |
| 1                                             | Kreuzburg, Rosenberg O.S.                    |
| 2                                             | Oppeln                                       |
| 3                                             | Groß Strehlitz, Kosel                        |
| 4                                             | Lublinitz, Tost-Gleiwitz                     |
| 5                                             | Beuthen, Tarnowitz                           |
| 6                                             | Kattowitz, Zabrze                            |
| 7                                             | Pleß, Rybnik                                 |
| 8                                             | Ratibor                                      |
| 9                                             | Leobschütz                                   |
| 10                                            | Neustadt O.S.                                |
| 11                                            | Falkenberg O.S., Grottkau                    |
| 12                                            | Neisse                                       |
| Provinz Schlesien – Regierungsbezirk Liegnitz |                                              |
| 1                                             | Grünberg, Freystadt                          |
| 2                                             | Sagan, Sprottau                              |
| 3                                             | Glogau                                       |
| 4                                             | Lüben, Bunzlau,                              |
| 5                                             | Löwenberg                                    |
| 6                                             | Liegnitz, Goldberg-Haynau                    |
| 7                                             | Landeshut, Jauer, Bolkenhain                 |
| 8                                             | Schönau, Hirschberg                          |
| 9                                             | Görlitz, Lauban                              |
| 10                                            | Rothenburg (Oberlausitz), Hoyerswerda        |

#### Provinz Sachsen
| Provinz Sachsen – Regierungsbezirk Magdeburg | Provinz Sachsen – Regierungsbezirk Magdeburg  |
| -------------------------------------------- | --------------------------------------------- |
| 1                                            | Salzwedel, Gardelegen                         |
| 2                                            | Stendal, Osterburg                            |
| 3                                            | Jerichow I, Jerichow II                       |
| 4                                            | Magdeburg                                     |
| 5                                            | Neuhaldensleben, Wolmirstedt                  |
| 6                                            | Wanzleben                                     |
| 7                                            | Aschersleben, Quedlinburg, Calbe an der Saale |
| 8                                            | Halberstadt, Oschersleben, Wernigerode        |
| Provinz Sachsen – Regierungsbezirk Merseburg |                                               |
| 1                                            | Liebenwerda, Torgau                           |
| 2                                            | Schweinitz, Wittenberg                        |
| 3                                            | Bitterfeld, Delitzsch                         |
| 4                                            | Halle (Saale), Saalkreis                      |
| 5                                            | Mansfelder Seekreis, Mansfelder Gebirgskreis  |
| 6                                            | Sangerhausen, Eckartsberga                    |
| 7                                            | Querfurt, Merseburg                           |
| 8                                            | Naumburg, Weißenfels, Zeitz                   |
| Provinz Sachsen – Regierungsbezirk Erfurt    |                                               |
| 1                                            | Nordhausen                                    |
| 2                                            | Heiligenstadt, Worbis                         |
| 3                                            | Mühlhausen, Langensalza, Weißensee            |
| 4                                            | Erfurt, Schleusingen, Ziegenrück              |

#### Provinz Schleswig-Holstein
| Provinz Schleswig-Holstein | Provinz Schleswig-Holstein                       |
| -------------------------- | ------------------------------------------------ |
| 1                          | Hadersleben, Sonderburg                          |
| 2                          | Apenrade, Flensburg                              |
| 3                          | Schleswig, Eckernförde                           |
| 4                          | Tondern, Husum, Eiderstedt                       |
| 5                          | Norderdithmarschen, Süderdithmarschen, Steinburg |
| 6                          | Pinneberg, Segeberg                              |
| 7                          | Kiel, Rendsburg                                  |
| 8                          | Altona, Stormarn                                 |
| 9                          | Oldenburg in Holstein, Plön                      |
| 10                         | Herzogtum Lauenburg                              |

#### Provinz Hannover
| Provinz Hannover | Provinz Hannover                                           |
| ---------------- | ---------------------------------------------------------- |
| 1                | Emden, Norden, Leer, Weener                                |
| 2                | Aurich, Wittmund, Papenburg                                |
| 3                | Meppen, Lingen, Bentheim, Aschendorf, Hümmling             |
| 4                | Osnabrück, Bersenbrück, Iburg                              |
| 5                | Melle, Diepholz, Wittlage, Sulingen                        |
| 6                | Syke, Verden, Hoya, Achim                                  |
| 7                | Nienburg, Neustadt am Rübenberge, Fallingbostel, Stolzenau |
| 8                | Hannover, Linden                                           |
| 9                | Hameln, Springe, Calenberg                                 |
| 10               | Hildesheim, Marienburg, Alfeld (Leine), Gronau             |
| 11               | Einbeck, Northeim, Osterode am Harz, Uslar                 |
| 12               | Göttingen, Duderstadt, Münden                              |
| 13               | Goslar, Zellerfeld, Ilfeld                                 |
| 14               | Gifhorn, Celle, Peine, Burgdorf, Fallersleben              |
| 15               | Lüchow, Uelzen, Dannenberg, Isenhagen                      |
| 16               | Lüneburg, Soltau, Winsen (Luhe), Bleckede                  |
| 17               | Harburg, Rotenburg, Zeven                                  |
| 18               | Stade, Lehe, Bremervörde, Osterholz, Blumenthal            |
| 19               | Neuhaus (Oste), Hadeln, Kehdingen, Jork                    |

#### Provinz Westfalen
| Provinz Westfalen – Regierungsbezirk Münster  | Provinz Westfalen – Regierungsbezirk Münster |
| --------------------------------------------- | -------------------------------------------- |
| 1                                             | Tecklenburg, Steinfurt, Ahaus                |
| 2                                             | Münster, Coesfeld                            |
| 3                                             | Borken, Recklinghausen                       |
| 4                                             | Lüdinghausen, Beckum, Warendorf              |
| Provinz Westfalen – Regierungsbezirk Minden   |                                              |
| 1                                             | Minden, Lübbecke                             |
| 2                                             | Herford, Kreis Halle (Westfalen)             |
| 3                                             | Bielefeld, Wiedenbrück                       |
| 4                                             | Paderborn, Büren                             |
| 5                                             | Höxter, Warburg                              |
| Provinz Westfalen – Regierungsbezirk Arnsberg |                                              |
| 1                                             | Wittgenstein, Siegen, Biedenkopf             |
| 2                                             | Olpe, Arnsberg, Meschede                     |
| 3                                             | Altena, Iserlohn, Lüdenscheid                |
| 4                                             | Hagen, Schwelm, Witten                       |
| 5                                             | Bochum, Gelsenkirchen, Hattingen, Herne      |
| 6                                             | Dortmund, Hörde                              |
| 7                                             | Hamm, Soest                                  |
| 8                                             | Lippstadt, Brilon                            |

#### Provinz Hessen-Nassau
| Provinz Hessen-Nassau – Regierungsbezirk Wiesbaden | Provinz Hessen-Nassau – Regierungsbezirk Wiesbaden                   |
| -------------------------------------------------- | -------------------------------------------------------------------- |
| 1                                                  | Idstein, Königstein, Höchst, Hochheim, Usingen, Homburg vor der Höhe |
| 2                                                  | Wiesbaden, Wehen, Langenschwalbach, Rüdesheim, Eltville              |
| 3                                                  | St. Goarshausen, Braubach, Nastätten, Montabaur, Wallmerod           |
| 4                                                  | Limburg, Diez, Runkel, Weilburg, Hadamar                             |
| 5                                                  | Dillenburg, Herborn, Rennerod, Marienberg, Selters, Hachenburg       |
| 6                                                  | Frankfurt am Main                                                    |
| Provinz Hessen-Nassau – Regierungsbezirk Kassel    |                                                                      |
| 1                                                  | Rinteln, Hofgeismar, Wolfhagen                                       |
| 2                                                  | Kassel, Melsungen                                                    |
| 3                                                  | Fritzlar, Homberg, Ziegenhain                                        |
| 4                                                  | Eschwege, Schmalkalden, Witzenhausen                                 |
| 5                                                  | Marburg, Frankenberg, Kirchhain                                      |
| 6                                                  | Hersfeld, Rotenburg (Fulda), Hünfeld                                 |
| 7                                                  | Fulda, Schlüchtern, Gersfeld                                         |
| 8                                                  | Hanau, Gelnhausen                                                    |

#### Rheinprovinz
| Rheinprovinz – Regierungsbezirk Köln       | Rheinprovinz – Regierungsbezirk Köln               |
| ------------------------------------------ | -------------------------------------------------- |
| 1                                          | Köln-Stadt                                         |
| 2                                          | Köln-Land                                          |
| 3                                          | Bergheim (Erft), Euskirchen                        |
| 4                                          | Rheinbach, Bonn                                    |
| 5                                          | Siegkreis, Waldbröl                                |
| 6                                          | Mülheim am Rhein, Gummersbach, Wipperfürth         |
| Rheinprovinz – Regierungsbezirk Düsseldorf |                                                    |
| 1                                          | Remscheid, Lennep, Mettmann                        |
| 2                                          | Elberfeld, Barmen                                  |
| 3                                          | Solingen                                           |
| 4                                          | Düsseldorf                                         |
| 5                                          | Essen                                              |
| 6                                          | Duisburg, Mülheim an der Ruhr, Ruhrort, Oberhausen |
| 7                                          | Moers, Rees                                        |
| 8                                          | Kleve, Geldern                                     |
| 9                                          | Kempen                                             |
| 10                                         | Gladbach                                           |
| 11                                         | Krefeld                                            |
| 12                                         | Neuss, Grevenbroich                                |
| Rheinprovinz – Regierungsbezirk Koblenz    |                                                    |
| 1                                          | Wetzlar, Altenkirchen                              |
| 2                                          | Neuwied                                            |
| 3                                          | Koblenz, St. Goar                                  |
| 4                                          | Kreuznach, Simmern                                 |
| 5                                          | Mayen, Ahrweiler                                   |
| 6                                          | Adenau, Cochem, Zell                               |
| Rheinprovinz – Regierungsbezirk Trier      |                                                    |
| 1                                          | Daun, Bitburg, Prüm                                |
| 2                                          | Wittlich, Bernkastel                               |
| 3                                          | Trier                                              |
| 4                                          | Saarlouis, Merzig, Saarburg                        |
| 5                                          | Saarbrücken                                        |
| 6                                          | Ottweiler, St. Wendel, Meisenheim                  |
| Rheinprovinz – Regierungsbezirk Aachen     |                                                    |
| 1                                          | Schleiden, Malmedy, Montjoie                       |
| 2                                          | Eupen, Aachen-Land                                 |
| 3                                          | Aachen-Stadt                                       |
| 4                                          | Düren, Jülich                                      |
| 5                                          | Geilenkirchen, Heinsberg, Erkelenz                 |

#### Hohenzollernsche Lande
| Hohenzollernsche Lande – Regierungsbezirk Sigmaringen | Hohenzollernsche Lande – Regierungsbezirk Sigmaringen |
| ----------------------------------------------------- | ----------------------------------------------------- |
| 1                                                     | Sigmaringen, Hechingen                                |

### Königreich Bayern
| Königreich Bayern | Königreich Bayern                                                                                            |
| Oberbayern        | Oberbayern                                                                                                   |
| ----------------- | --- |
| 1                 | München I (Altstadt, Lehel, Maxvorstadt)                                                                     |
| 2                 | München II (Isarvorstadt, Ludwigsvorstadt, Au, Haidhausen, Giesing), München-Land, Starnberg, Wolfratshausen |
| 3                 | Aichach, Friedberg, Dachau, Schrobenhausen                                                                   |
| 4                 | Ingolstadt, Freising, Pfaffenhofen                                                                           |
| 5                 | Wasserburg, Erding, Mühldorf                                                                                 |
| 6                 | Weilheim, Werdenfels, Bruck, Landsberg, Schongau                                                             |
| 7                 | Rosenheim, Ebersberg, Miesbach, Tölz                                                                         |
| 8                 | Traunstein, Laufen, Berchtesgaden, Altötting                                                                 |
| Niederbayern      | |
| 1                 | Landshut, Dingolfing, Vilsbiburg                                                                             |
| 2                 | Straubing, Bogen, Landau, Vilshofen                                                                          |
| 3                 | Passau, Wegscheid, Wolfstein, Grafenau                                                                       |
| 4                 | Pfarrkirchen, Eggenfelden, Griesbach                                                                         |
| 5                 | Deggendorf, Regen, Viechtach, Kötzting                                                                       |
| 6                 | Kelheim, Rottenburg, Mallersdorf                                                                             |
| Pfalz (Bayern)    | |
| 1                 | Speyer, Ludwigshafen, Frankenthal                                                                            |
| 2                 | Landau, Neustadt an der Haardt                                                                               |
| 3                 | Germersheim, Bergzabern                                                                                      |
| 4                 | Zweibrücken, Pirmasens                                                                                       |
| 5                 | Homburg, Kusel                                                                                               |
| 6                 | Kaiserslautern, Kirchheimbolanden                                                                            |
| Oberpfalz         | |
| 1                 | Regensburg, Burglengenfeld, Stadtamhof                                                                       |
| 2                 | Amberg, Nabburg, Sulzbach, Eschenbach                                                                        |
| 3                 | Neumarkt, Velburg, Hemau                                                                                     |
| 4                 | Neunburg, Waldmünchen, Cham, Roding                                                                          |
| 5                 | Neustadt an der Waldnaab, Vohenstrauß, Tirschenreuth, Kemnath                                                |
| Oberfranken       | |
| 1                 | Hof, Naila, Rehau, Münchberg                                                                                 |
| 2                 | Bayreuth, Wunsiedel, Berneck                                                                                 |
| 3                 | Forchheim, Kulmbach, Pegnitz, Ebermannstadt                                                                  |
| 4                 | Kronach, Staffelstein, Lichtenfels, Stadtsteinach, Teuschnitz                                                |
| 5                 | Bamberg, Höchstadt                                                                                           |
| Mittelfranken     | |
| 1                 | Nürnberg |
| 2                 | Erlangen, Fürth, Hersbruck                                                                                   |
| 3                 | Ansbach, Schwabach, Heilsbronn                                                                               |
| 4                 | Eichstätt, Beilngries, Weissenburg                                                                           |
| 5                 | Dinkelsbühl, Gunzenhausen, Feuchtwangen                                                                      |
| 6                 | Rothenburg ob der Tauber, Uffenheim, Scheinfeld, Neustadt an der Aisch                                       |
| Unterfranken      | |
| 1                 | Aschaffenburg, Alzenau, Obernburg, Miltenberg                                                                |
| 2                 | Kitzingen, Gerolzhofen, Ochsenfurt, Volkach                                                                  |
| 3                 | Lohr, Karlstadt, Hammelburg, Marktheidenfeld, Gemünden                                                       |
| 4                 | Neustadt an der Saale, Brückenau, Mellrichstadt, Königshofen, Kissingen                                      |
| 5                 | Schweinfurt, Haßfurt, Ebern                                                                                  |
| 6                 | Würzburg |
| Schwaben          | |
| 1                 | Augsburg, Wertingen                                                                                          |
| 2                 | Donauwörth, Nördlingen, Neuburg                                                                              |
| 3                 | Dillingen, Günzburg, Zusmarshausen                                                                           |
| 4                 | Illertissen, Neu-Ulm, Memmingen, Krumbach                                                                    |
| 5                 | Kaufbeuren, Mindelheim, Oberdorf, Füssen                                                                     |
| 6                 | Immenstadt, Sonthofen, Kempten (Allgäu), Lindau                                                              |

### Königreich Sachsen
| Königreich Sachsen | Königreich Sachsen |
| ------------------ | --- |
| 1                  | die Stadt Zittau und die Gerichtsamtbezirke Zittau, Großschönau, Herrnhut und Reichenau                                                                            |
| 2                  | die Stadt Löbau und die Gerichtsamtbezirke Bernstadt, Löbau, Weißenberg, Schirgiswalde, Neusalza und Ebersbach                                                     |
| 3                  | die Stadt Budissin und die Gerichtsamtbezirke Budissin, Königswartha, Kamenz, Pulsnitz und Bischofswerda                                                           |
| 4                  | die Stadt Dresden rechts der Elbe und die Gerichtsamtbezirke Dresden rechts der Elbe, Schönfeld, Radeberg, Königsbrück, Radeburg und Moritzburg                    |
| 5                  | die Stadt Dresden links der Elbe |
| 6                  | die Gerichtsamtbezirke Dresden links der Elbe, Wilsdruff, Döhlen, Tharandt, Dippoldiswalde und Altenberg                                                           |
| 7                  | die Stadt Meißen und die Gerichtsamtbezirke Meißen, Großenhain, Riesa und Lommatzsch                                                                               |
| 8                  | die Stadt Pirna und die Gerichtsamtsbezirke Pirna, Stolpen, Neustadt, Sebnitz, Schandau, Königstein, Gottleuba und Lauenstein                                      |
| 9                  | Stadt Freiberg und die Gerichtsamtbezirke Frauenstein, Freiberg, Hainichen, Oederan und Brand                                                                      |
| 10                 | die Gerichtsamtsbezirke Nossen, Roßwein, Waldheim, Geringswalde, Hartha, Leisnig und Döbeln                                                                        |
| 11                 | Stadt Oschatz und die Gerichtsamtbezirke Strehla, Oschatz, Wermsdorf, Wurzen, Grimma und Mügeln                                                                    |
| 12                 | die Stadt Leipzig |
| 13                 | die Gerichtsamtbezirke Leipzig I, Leipzig II, Brandis, Taucha, Markranstädt, Zwenkau und Rötha                                                                     |
| 14                 | die Stadt Borna und die Gerichtsamtbezirke Pegau, Borna, Lausigk, Colditz, Geithain, Frohburg, Rochlitz und Penig                                                  |
| 15                 | die Stadt Mittweida und die Gerichtsamtbezirke Limbach, Burgstädt, Mittweida, Frankenberg und Augustusburg                                                         |
| 16                 | die Stadt Chemnitz und der Gerichtsamtsbezirk Chemnitz |
| 17                 | die Stadt Glauchau und die Gerichtsamtbezirke Waldenburg, Remse, Meerane, Glauchau, Hohenstein-Ernstthal und Lichtenstein                                          |
| 18                 | die Stadt Zwickau und die Gerichtsamtbezirke Crimmitschau, Werdau, Zwickau und Wildenfels                                                                          |
| 19                 | die Gerichtsamtbezirke Stollberg, Hartenstein, Lößnitz, Schneeberg, Grünhain und Geyer                                                                             |
| 20                 | die Gerichtsamtbezirke Ehrenfriedersdorf, Wolkenstein, Zschopau, Lengefeld, Sayda, Zöblitz und Marienberg                                                          |
| 21                 | die Städte Annaberg und Eibenstock sowie die Gerichtsamtbezirke Annaberg, Jöhstadt, Oberwiesenthal, Scheibenberg, Schwarzenberg, Johanngeorgenstadt und Eibenstock |
| 22                 | und die Gerichtsamtbezirke Kirchberg, Auerbach, Falkenstein, Treuen, Lengenfeld, Reichenbach und Elsterberg                                                        |
| 23                 | die Stadt Plauen und die Gerichtsamtbezirke Plauen, Pausa, Oelsnitz, Adorf, Markneukirchen, Schöneck und Klingenthal                                               |

### Königreich Württemberg
| Königreich Württemberg | Königreich Württemberg                        |
| ---------------------- | --------------------------------------------- |
| 1                      | Stuttgart                                     |
| 2                      | Cannstatt, Ludwigsburg, Marbach, Waiblingen   |
| 3                      | Heilbronn, Besigheim, Brackenheim, Neckarsulm |
| 4                      | Böblingen, Vaihingen, Leonberg, Maulbronn     |
| 5                      | Esslingen, Nürtingen, Kirchheim, Urach        |
| 6                      | Reutlingen, Tübingen, Rottenburg              |
| 7                      | Nagold, Calw, Neuenbürg, Herrenberg           |
| 8                      | Freudenstadt, Horb, Oberndorf, Sulz           |
| 9                      | Balingen, Rottweil, Spaichingen, Tuttlingen   |
| 10                     | Gmünd, Göppingen, Welzheim, Schorndorf        |
| 11                     | Hall, Backnang, Öhringen, Weinsberg           |
| 12                     | Gerabronn, Crailsheim, Mergentheim, Künzelsau |
| 13                     | Aalen, Gaildorf, Neresheim, Ellwangen         |
| 14                     | Ulm, Heidenheim, Geislingen                   |
| 15                     | Ehingen, Blaubeuren, Laupheim, Münsingen      |
| 16                     | Biberach, Leutkirch, Waldsee, Wangen          |
| 17                     | Ravensburg, Tettnang, Saulgau, Riedlingen     |

### Großherzogtum Baden
| Großherzogtum Baden | Großherzogtum Baden                                 |
| ------------------- | --------------------------------------------------- |
| 1                   | Konstanz, Überlingen, Stockach, Meßkirch            |
| 2                   | Donaueschingen, Villingen                           |
| 3                   | Waldshut, Säckingen, Neustadt im Schwarzwald        |
| 4                   | Lörrach, Müllheim,                                  |
| 5                   | Freiburg, Emmendingen                               |
| 6                   | Lahr, Wolfach                                       |
| 7                   | Offenburg, Kehl                                     |
| 8                   | Rastatt, Bühl, Baden-Baden                          |
| 9                   | Pforzheim, Ettlingen, Durlach                       |
| 10                  | Karlsruhe, Bruchsal                                 |
| 11                  | Mannheim                                            |
| 12                  | Heidelberg, Mosbach, Eberbach                       |
| 13                  | Bretten, Sinsheim, Eppingen, Wiesloch, Philippsburg |
| 14                  | Tauberbischofsheim, Buchen                          |

### Großherzogtum Hessen
| Großherzogtum Hessen | Großherzogtum Hessen                               |
| -------------------- | -------------------------------------------------- |
| 1                    | Gießen, Grünberg, Nidda                            |
| 2                    | Friedberg, Büdingen, Vilbel                        |
| 3                    | Lauterbach, Alsfeld, Schotten                      |
| 4                    | Darmstadt, Groß-Gerau                              |
| 5                    | Offenbach, Dieburg                                 |
| 6                    | Erbach, Bensheim, Lindenfels, Neustadt im Odenwald |
| 7                    | Worms, Heppenheim, Wimpfen                         |
| 8                    | Bingen, Alzey                                      |
| 9                    | Mainz, Oppenheim                                   |

### Großherzogtum Mecklenburg-Schwerin
| Großherzogtum Mecklenburg-Schwerin | Großherzogtum Mecklenburg-Schwerin |
| ---------------------------------- | ---------------------------------- |
| 1                                  | Hagenow, Grevesmühlen              |
| 2                                  | Schwerin, Wismar                   |
| 3                                  | Parchim, Ludwigslust               |
| 4                                  | Waren, Malchin                     |
| 5                                  | Rostock, Doberan                   |
| 6                                  | Güstrow, Ribnitz                   |

### Kleinstaaten
| Großherzogtum Sachsen-Weimar-Eisenach | Großherzogtum Sachsen-Weimar-Eisenach                             |
| ------------------------------------- | ----------------------------------------------------------------- |
| 1                                     | Weimar, Apolda                                                    |
| 2                                     | Eisenach, Dermbach                                                |
| 3                                     | Jena, Neustadt an der Orla                                        |
| Großherzogtum Mecklenburg-Strelitz    |                                                                   |
| 1                                     | Neustrelitz, Neubrandenburg, Schönberg                            |
| Großherzogtum Oldenburg               |                                                                   |
| 1                                     | Oldenburg, Eutin, Birkenfeld                                      |
| 2                                     | Jever, Brake, Westerstede, Varel, Elsfleth, Landwürden            |
| 3                                     | Vechta, Delmenhorst, Cloppenburg, Wildeshausen, Berne, Friesoythe |
| Herzogtum Braunschweig                |                                                                   |
| 1                                     | Braunschweig, Blankenburg                                         |
| 2                                     | Helmstedt, Wolfenbüttel                                           |
| 3                                     | Holzminden, Gandersheim                                           |
| Herzogtum Sachsen-Meiningen           |                                                                   |
| 1                                     | Meiningen, Hildburghausen                                         |
| 2                                     | Sonneberg, Saalfeld                                               |
| Herzogtum Sachsen-Altenburg           |                                                                   |
| 1                                     | Altenburg, Roda                                                   |
| Herzogtum Sachsen-Coburg-Gotha        |                                                                   |
| 1                                     | Coburg                                                            |
| 2                                     | Gotha                                                             |
| Herzogtum Anhalt                      |                                                                   |
| 1                                     | Dessau, Zerbst                                                    |
| 2                                     | Bernburg, Köthen, Ballenstedt                                     |
| Fürstentum Schwarzburg-Rudolstadt     |                                                                   |
| 1                                     | Rudolstadt, Königsee, Frankenhausen                               |
| Fürstentum Schwarzburg-Sondershausen  |                                                                   |
| 1                                     | Sondershausen, Arnstadt, Gehren, Ebeleben                         |
| Fürstentum Waldeck-Pyrmont            |                                                                   |
| 1                                     | Waldeck, Pyrmont                                                  |
| Fürstentum Reuß älterer Linie         |                                                                   |
| 1                                     | Greiz, Burgk                                                      |
| Fürstentum Reuß jüngerer Linie        |                                                                   |
| 1                                     | Gera, Schleiz                                                     |
| Fürstentum Schaumburg-Lippe           |                                                                   |
| 1                                     | Bückeburg, Stadthagen                                             |
| Fürstentum Lippe                      |                                                                   |
| 1                                     | Detmold, Lemgo                                                    |
| Hansestadt Lübeck                     |                                                                   |
| 1                                     | Lübeck                                                            |
| Freie Hansestadt Bremen               |                                                                   |
| 1                                     | Bremen, Bremerhaven                                               |
| Freie und Hansestadt Hamburg          |                                                                   |
| 1                                     | Neustadt, St. Pauli                                               |
| 2                                     | Altstadt, St. Georg, Hammerbrook                                  |
| 3                                     | Vororte und Landherrenschaften                                    |

### Reichsland Elsaß-Lothringen
| Reichsland Elsaß-Lothringen | Reichsland Elsaß-Lothringen |
| --------------------------- | --------------------------- |
| 1                           | Altkirch, Thann             |
| 2                           | Mülhausen                   |
| 3                           | Kolmar                      |
| 4                           | Gebweiler                   |
| 5                           | Rappoltsweiler              |
| 6                           | Schlettstadt                |
| 7                           | Molsheim, Erstein           |
| 8                           | Straßburg-Stadt             |
| 9                           | Straßburg-Land              |
| 10                          | Hagenau, Weißenburg         |
| 11                          | Zabern                      |
| 12                          | Saargemünd, Forbach         |
| 13                          | Bolchen, Diedenhofen        |
| 14                          | Metz                        |
| 15                          | Saarburg, Château-Salins    |